# Kelen Imre
Kelen Imre (születési neve: Klein) Emery Kelen, Emerich Kelen  (Győrsziget, 1896. december 22. – Bécs, 1978. október 9.) karikaturista, grafikus, író, televíziós rendező – az egykori genfi székhelyű Népszövetség hivatásos rajzolója

## Életútja
A Rába folyó és a Rábca torkolata által közrezárt területet a győriek Győrszigetnek hívják, amely helyen született Kelen Imre. Iskoláit helyben végezte, majd a fővárosba került. Az I. világháború idején behívó parancsának eleget téve harcolt az Osztrák–Magyar Monarchia hadseregében. Helytállásáért Magyar Katonai Kereszt kitüntetést kapott. 1917-ben hazatérte után a Szamár című politikai élclapban jelentek meg első rajzai kezdetben közel két esztendőn át.
Rajzai révén egyre népszerűbb lett, s 1918-tól fogva már a kor legjelentősebb élclapja, a Borsszem Jankó is lehozta karikatúráit, de publikált a Színház, a Színházi Élet, az Érdekes Újság, valamint a Divat hetilapoknak, s rajzai megjelentek a konkurens vicclapokban, mint a Bolond Istók, és a Mátyás Diák. A Szamár című lap megszűnte után az Április (1918-1919) nevű politikai élclap szerkesztőségében dolgozott, olyan kollégák társaságában, mint Vértes Marcell, Major Henrik, Pólya Tibor, Bíró Mihály. A lap a Tanácsköztársaság leverését követően megszűnt, szerkesztősége feloszlott. Ebben a baloldali politikai élclapban rajzolók, a megtorlás elől külföldre távoztak. Kelen Imre 1919-ben Münchenbe emigrált, ahol kezdetben Hans Hofmann (1880-1966) müncheni festőiskolájában képezte magát.
Münchenben közel három éven keresztül a Lustige Blatter számára dolgozott, de rajzai megjelentek a Jugend, és a Meggendorfer Blatter-ben is. Majd Berlinben találkozott honfitársával Dezső Alajossal (Aloysius Derso 1888–1964), aki szintén karikaturistaként kereste kenyerét a német fővárosban. Találkozásuk és barátságuk meghatározta kettejük közös pályáját az elkövetkezendő évtizedekre.  Hasonló világlátásuk, rajznyelvi azonosságuk, egymást inspiráló humoruk, bajtársias őszinteségük révén életre szóló közös munkálkodást eredményezett, legyenek a világ bármely részén. Berlinből Genfbe utaztak (1922) a nemzetközi béketárgyalások akkori helyszínére.
A genfi konferencia aztán megalapozta a mi úgynevezett karrierünket – mondja Kelen majd így folytatja – Ezt a zsánert, a politikai karikatúrát, mi csináltuk először és később a konferenciák során már hivatásos és hivatalos politikai rajzolókká léptünk elő. Dezsővel együtt albumot adtunk ki, híres politikusok karikatúra-sorozatát. Az albumnak váratlanul nagy sikere lett, s ettől kezdve egymás után kaptuk a megrendeléseket a világlapoktól, egy zürichi kiadótól pedig egy megbízást újabb albumra.
Kelen nemzetközi ismertsége foglalkoztatott művésszé tette. Éveken keresztül dolgozott Párizsban a Matin valamint a berlini Ullstein Kiadó szerződéses rajzolójaként. Munkái megjelentek Európa szerte, publikált egyebek mellett a brit Illustrated London News, a francia Le Rire, és a svájci Tribune de Genève, sőt túl lépve az öreg kontinens határait, az amerikai Tempo Magazin hasábjain is. 1938-ig Európát járta, de gyakorta látogatott haza, Magyarországra is.
Magyar lapok számára rendszeresen küldi postai úton rajzait bárhol is állomásozzon Kelen. A Magyar Magazin (1928-1930), Az Est lapok évkönyveiben, Az Újság Vasárnapja, valamint a Tolnai Világlapja, a Délibáb hetilap, a Színházi Élet hasábjain jelentek meg Kelen rajzai idehaza.
Amerikába emigrált. 1938 őszén elhagyták Dezső Alajossal közösen Európát, a fokozódó háborús helyzet, valamint a Magyarországon 1939. január elsejétől életbe lépő, korlátozó törvények miatt.
1938. október 13-án érkeztek New Yorkba, ahol Kelen és Dezső közös munkásságukat tovább folytatták. Kelen dolgozott az Esquire, The New York Times, a The New York Post, Christian Science Monitor továbbá a The Washington Post számára. 1948-tól a megalakuló Egyesült Nemzetek Szervezete Információs Hivatal tanácsadója, majd televíziós vezető producere lett.
Nyugdíjba vonulását követően a rajztollat letéve elsősorban könyveket írt. Dag Hammarskjöld, az ENSZ második főtitkárának életútját több kötetben is nyomon követi. Termékeny íróként is. Írt több maga illusztrálta gyermekkönyvet is, és számos kötete a diplomáciával, politikusokkal foglalkozik. Utolsó éveiben Bécsben élt, és ott is hunyt el. Élete során számos kollektív kiállításon szerepeltek munkái. Kezdetben "A konferenciák aranykora" címmel Kelen és Dezső közös kiállítás-sorozatát ismerhette meg a világ 1934-ben, Genfben. Majd Londonban, ahol a gyűjteményes kiállításukat Sir John Simon, az akkori brit külügyminiszter nyitotta meg.
1977-ben Budapesten, a Magyarok Világszövetsége kezdeményezésére rendeztek kiállítást 80, külföldön élt vagy élő, magyar származású képzőművész munkáiból a Műcsarnokban, amelyen egyebek mellett Kelen néhány munkája is szerepelt.
Több mint 900 rajzból álló örökségét a Princeton Egyetemen Könyvtára őrzi New Jerseyben, Dezső Alajos rajzaival közösen.

## Könyvei
- Emery Kelen & Alois Derso: Guignol and Lausanne (1922) Genf – 25 rajz
- Emery Kelen & Alois Derso: Indian Round Table Conference (1930)
- Emery Kelen & Alois Derso: Le Testament de Genève (1931) Paris
- Emery Kelen & Alois Derso: Pages Glorieuses (1932) Paris
- Emery Kelen: The League at Lunch (1936)
- Emery Kelen and George Edward Slocombe: A Mirror to Geneva ... On famous personalities of the League of Nations. – illustrations by Kelen – (1937)
- Emery Kelen: Yussuf the Ostrich (1943)
- Emery Kelen: Calling Dr. Owl (1945)
- Emery Kelen: Platypus at large (1960)
- Emery Kelen: How to judge people by their physical characteristics (1960)
- Emery Kelen: The Valley of Trust (1962)
- Emery Kelen: Peace in their time: Men who led us in and out of war, 1914-1945 (1964) – Drawings by Derso & Kelen
- Emery Kelen: Food for the valley (1964)
- Emery Kelen – Paul Scott Mowrer: School for Diplomats (1964)
- Emery Kelen: Hammarskjold (1966)
- Emery Kelen: The political platypus (1966)
- Emery Kelen: Proverbs of Many Nations (1966)
- Emery Kelen: Peace is an Adventure; The Men and Women of the United Nations in Action Around the World (1967)
- Emery Kelen: Stamps Tell the Story of John F. Kennedy (1968)
- Emery Kelen: Stamps tell the story of the United Nations (1968)
- Emery Kelen: Hammarskjold. The Political Man. (1968)
- Emery Kelen: Stamps Tell the Story of the Vatican (1969)
- Emery Kelen: Dag Hammarskjöld / a biography (1969)
- Emery Kelen: Mr. Nonsense / A Life of Edward Lear – Illustrations by Edward Lear (1972)
- Emery Kelen: Stamps tell the story of space travel (1972)
- Emery Kelen: The Temple of Dendur : a visit to ancient Egypt (1972)
- Emery Kelen: Leonardo Da Vinci's Advice to Artists (1974), (1991)[5]